# Abdul Hamid al-Bakkoush
Această pagină se referă la un om politic libian. Pentru alte persoane cu nume similar, vedeți Abdul Hamid.
Abdul Hamid al-Bakkoush (n. 1933 - d. 2007) a fost un om politic libian.
A fost prim-ministru al Libiei între octombrie 1967- septembrie 1968.